# Chloe East
Chloe East, née le 16 février 2001 à San Clemente (Californie), est une actrice et danseuse américaine. Elle est notamment connue pour ses rôles de Naomi dans la série télévisée Generation diffusée sur HBO Max, et de Sœur Paxton dans le film d'horreur Heretic.

## Filmographie

### Cinéma
- 2013 : Out of Reach : Angie
- 2016 : La liste de Jessica Darling : Jessica Darling[1]
- 2019 : Next Level : Lucy Rizzo
- 2020 : The Wolf of Snow Hollow (en) : Jenna Marshall
- 2021 : Going Places : Cora
- 2022 : The Fabelmans de Steven Spielberg : Monica Sherwood
- 2023 : Popular Theory (en) : Ari Page
- 2024 : Interloper : Genevieve
- 2024 : Heretic de Scott Beck et Bryan Woods : Sœur Paxton
- 2025 : Atropia de Hailey Gates

### Télévision

#### Séries télévisées
- 2013 : True Blood : fille de 11 ans déguisée en fée #3[2]
- 2016 : Sleep Tight
- 2016-2017 : Liv et Maddie : Val Wishart (8 épisodes)
- 2016-2017 : Ice : Willow Green (10 épisodes)[3]
- 2017-2019 : Kevin (Probably) Saves the World : Reese Cabrera (16 épisodes)
- 2021 : Generation : Naomi (16 épisodes)
- 2024 : Derrière la façade : Emily